# Pseudocistela subaenescens
Pseudocistela subaenescens är en skalbaggsart som först beskrevs av Perkins 1900.  Pseudocistela subaenescens ingår i släktet Pseudocistela och familjen svartbaggar. Inga underarter finns listade i Catalogue of Life.